# (1742) Schaifers
(1742) Schaifers – planetoida z pasa głównego planetoid okrążająca Słońce w ciągu 4 lat i 337 dni w średniej odległości 2,89 au. Została odkryta 7 września 1934 roku w Landessternwarte Heidelberg-Königstuhl w Heidelbergu przez Karla Reinmutha. Nazwa planetoidy pochodzi od Karla Schaifersa (ur. 1921), niemieckiego astronoma pracującego w Landessternwarte Heidelberg-Königstuhl. Przed jej nadaniem planetoida nosiła oznaczenie tymczasowe (1742) 1934 RO.